# Бруссо, Роксана
Роксана Бруссо (англ. Roxana Brusso) — американская актриса, известная благодаря ролям на телевидении. Она родилась в Лиме, Перу, но в четырёхлетнем возрасте переехала в Калифорнию, где впоследствии и начала свою актёрскую карьеру. Бруссо появилась в нескольких десятках телевизионных шоу, таких как «Мелроуз Плейс», «Женская бригада», «Полиция Нью-Йорка», «Скорая помощь», «Отчаянные домохозяйки» и «Мыслить как преступник», а также имела второстепенную роль в «Грязные мокрые деньги» в 2007-08 годах.
Бруссо наиболее известна благодаря своей роли детектива Алисии Фернандес в сериале «Саутленд», где она снималась на периодической основе с 2009 по 2013 год. В 2012 году она снималась в сериале «Связь», а в 2013 году имела ещё одну второстепенную роль, в сериале «Измена».

## Избранная фильмография
| Год  |   | Русское название             | Оригинальное название    | Роль             |
| ---- | - | ---------------------------- | ------------------------ | ---------------- |
| 2006 | с | Отчаянные домохозяйки        | Desperate Housewives     | акушер-гинеколог |
| 2010 | с | Волшебники из Вэйверли Плэйс | Wizards of Waverly Place | Джули Кукуй      |
| 2015 | с | Бесстыжие                    | Shameless                | Рита Гейтер      |